# 中道右派
中道右派（ちゅうどううは、英: Centre-right）とは、政党あるいは政党グループの分類。穏健な右派・保守派のこと。
一般的には、オルド自由主義、自由保守主義、保守自由主義、保守中道主義、改革保守主義、緑の保守主義、キリスト教民主主義といった主義を掲げる政党に対して用いられる。アメリカの共和党やイギリスの保守党、ドイツのCDUが代表格である。
中道右派と特徴づけられるイデオロギーには、自由保守主義や自由主義のいくつかの変種、キリスト教民主主義などがある。現代の中道右派の経済的側面は経済的自由主義の影響を受けており、一般に自由市場、限られた歳出など新自由主義に大きく関連する政策を支持している。穏健右派は社会保守主義である場合も文化的自由主義である場合もあり、しばしば市民的自由の支持や伝統主義の要素と両方の信念を併せ持っている。

## 世界各国の主な中道右派政党

### アジア
| 国名           | 党名                       |
| -------------- | -------------------------- |
| バングラデシュ | バングラデシュ民族主義党   |
| イスラエル     | リクード                   |
| イスラエル     | クラヌ                     |
| 中華民国       | 中国国民党                 |
| 中華民国       | 親民党                     |
| タイ           | 民主党                     |
| フィリピン     | 民族主義者国民連合         |
| フィリピン     | ラカス                     |
| 韓国           | 国民の力                   |
| 日本           | 自由民主党                 |
| 日本           | 日本維新の会               |
| 日本           | 国民民主党                 |
| パキスタン     | PML-N                      |
| モンゴル       | 民主党                     |
| マレーシア     | 統一マレー国民組織         |
| マレーシア     | マレーシア華人協会         |
| マレーシア     | マレーシア・インド人会議   |
| マレーシア     | 全マレーシア・イスラーム党 |
| インド         | インド人民党               |
| ネパール       | 国民民主党                 |
| シンガポール   | 人民行動党                 |
| スリランカ     | 統一国民党                 |

### アメリカ
| 国名           | 党名             |
| -------------- | ---------------- |
| アメリカ合衆国 | 共和党           |
| アルゼンチン   | 共和国の提案     |
| カナダ         | カナダ保守党     |
| チリ           | 国民革新党       |
| バハマ         | 自由国民運動     |
| ブラジル       | 民主党           |
| グレナダ       | 新国民党         |
| ジャマイカ     | 国民民主運動     |
| ジャマイカ     | ジャマイカ労働党 |
| パラグアイ     | コロラド党       |
| パラグアイ     | 真正急進自由党   |
| ペルー         | キリスト教人民党 |
| スリナム       | スリナム国民党   |

### ヨーロッパ
| 国名             | 党名                                       |
| ---------------- | ------------------------------------------ |
| オーランド諸島   | 非同盟連合                                 |
| オーランド諸島   | オーランドのための自由                     |
| オーランド諸島   | オーランドの穏健派                         |
| アルバニア       | アルバニア民主党                           |
| アゼルバイジャン | 新アゼルバイジャン党                       |
| アゼルバイジャン | アゼルバイジャン人民戦線                   |
| ブルガリア       | ヨーロッパ発展のためのブルガリア市民       |
| アイスランド     | 独立党                                     |
| アイスランド     | 自由党                                     |
| アイルランド     | フィアナ・フォイル                         |
| アイルランド     | フィナ・ゲール                             |
| アイルランド     | 進歩民主党                                 |
| イギリス         | 保守党                                     |
| イタリア         | 自由の人民                                 |
| イタリア         | イタリアのための未来と自由                 |
| オーストリア     | 国民党                                     |
| オーストリア     | オーストリア未来同盟                       |
| オーストリア     | 黒黄同盟                                   |
| オランダ         | キリスト教民主アピール                     |
| オランダ         | 自由民主国民党                             |
| ギリシャ         | 新民主主義党                               |
| スイス           | スイスキリスト教民主党                     |
| スイス           | スイス自由民主党                           |
| スイス           | スイス保守民主党                           |
| スウェーデン     | 穏健党                                     |
| スウェーデン     | 自由党                                     |
| スウェーデン     | キリスト教民主党                           |
| スペイン         | 国民党                                     |
| スペイン         | 集中と統一                                 |
| スペイン         | ナバーラ住民連合                           |
| スロバキア       | スロバキア民主キリスト教連合・民主党       |
| スロバキア       | キリスト教民主運動                         |
| スロベニア       | モダン中央党                               |
| スロベニア       | スロベニア民主党                           |
| スロベニア       | 新スロベニア                               |
| チェコ           | 市民民主党                                 |
| チェコ           | キリスト教民主連合・チェコスロバキア人民党 |
| チェコ           | TOP 09                                     |
| デンマーク       | ヴェンスタ                                 |
| デンマーク       | 保守党                                     |
| フェロー諸島     | 人民党                                     |
| フェロー諸島     | 同盟党                                     |
| フェロー諸島     | 進歩                                       |
| ドイツ           | キリスト教民主同盟                         |
| ドイツ           | キリスト教社会同盟                         |
| ドイツ           | 自由民主党                                 |
| トルコ           | 正道党                                     |
| トルコ           | 公正発展党                                 |
| トルコ           | 祖国党                                     |
| トルコ           | 青年党                                     |
| ノルウェー       | 保守党                                     |
| ノルウェー       | キリスト教民主党                           |
| フィンランド     | 国民連合党                                 |
| フィンランド     | キリスト教民主党                           |
| フィンランド     | スウェーデン人民党                         |
| フランス         | 国民運動連合                               |
| フランス         | フランスのための運動                       |
| フランス         | 共和党                                     |
| フランス         | 立ち上がれフランス                         |
| フランス         | 狩猟、釣り、自然、伝統                     |
| ジョージア       | ジョージア保守党                           |
| ジョージア       | ジョージア共和党                           |
| ジョージア       | 産業はジョージアを救済する                 |
| ジョージア       | 統一国民運動                               |
| ジョージア       | 我らがジョージア 自由民主主義者            |
| ポーランド       | 市民プラットフォーム                       |
| ポーランド       | ポーランド農民党                           |
| ポルトガル       | 社会民主党                                 |
| ポルトガル       | 民主社会中道・人民党                       |
| リトアニア       | 祖国同盟＝リトアニア・キリスト教民主党     |
| ルクセンブルク   | キリスト教社会人民党                       |
| ルーマニア       | 民主自由党                                 |
| ルーマニア       | 国民自由党                                 |
| ロシア           | 統一ロシア                                 |
| ロシア           | 右派連合                                   |
| セルビア         | セルビア進歩党                             |
| セルビア         | セルビア再生運動                           |
| ウクライナ       | ペトロ・ポロシェンコ・ブロック             |
| ウクライナ       | 人民戦線党                                 |
| ウクライナ       | 全ウクライナ連合「祖国」                   |
| ウクライナ       | 自助党                                     |
| ウクライナ       | 同盟                                       |

### オセアニア
| 国名             | 党名               |
| ---------------- | ------------------ |
| オーストラリア   | 国民党             |
| オーストラリア   | 自由党（保守連合） |
| クック諸島       | クック諸島党       |
| ニュージーランド | 国民党             |

### アフリカ
| 国名             | 党名                     |
| ---------------- | ------------------------ |
| アルジェリア     | 国家改革運動             |
| アルジェリア     | イスラム再生運動         |
| アルジェリア     | アルジェリア国民戦線     |
| アルジェリア     | 平和のための社会運動     |
| エジプト         | 自由エジプト人党         |
| エジプト         | 保守党                   |
| アンゴラ         | アンゴラ全面独立民族同盟 |
| ガボン           | ガボン民主党             |
| ガーナ           | 新愛国党                 |
| ケニア           | 民主党                   |
| ケニア           | ケニア・アフリカ民族同盟 |
| レソト           | バソト国民党             |
| レソト           | マレマトロウ自由党       |
| マラウイ         | マラウイ会議党           |
| モロッコ         | イスティクラル党         |
| モロッコ         | 公正発展党               |
| モザンビーク     | モザンビーク民族抵抗運動 |
| ナミビア         | 民主ターンハーレ同盟     |
| ニジェール       | 社会発展国民運動         |
| チュニジア       | ナフダ                   |
| スーダン         | 国民会議                 |
| ウガンダ         | 保守党                   |
| 南アフリカ共和国 | 民主同盟                 |

## 「中道右派」とされている主なマスコミ
- 日本 - 読売新聞[140]、Nikkei Asian Review[141]
- 韓国 - 中央日報[142]
- シンガポール - ザ・ストレーツ・タイムズ[143]
- ドイツ - フランクフルター・アルゲマイネ・ツァイトゥング
- イギリス - タイムズ[144]、デイリー・テレグラフ
- アメリカ合衆国 - ウォール・ストリート・ジャーナル[145]